# Muotathal
Muotathal és un municipi del cantó de Schwyz, situat al districte de Schwyz.